# Sphecodes ralunensis
Sphecodes ralunensis is een vliesvleugelig insect uit de familie Halictidae. De wetenschappelijke naam van de soort is voor het eerst geldig gepubliceerd in 1909 door Friese. Het enig bekende exemplaar is gevangen in Nieuw-Brittannië, Papoea-Nieuw-Guinea.